# Cándido Juanicó
Cándido Quintín Juanicó Texeira (Montevideo, 30 de septiembre de 1812 - Montevideo, 13 de noviembre de 1884) fue un político, jurisconsulto y diplomático uruguayo.

## Biografía
Ocupó diversos cargos en la jurisprudencia y en la política nacional desde su juventud: Juez del Crimen en 1843, Miembro del Tribunal de Apelaciones en 1853 y 1858, legislador entre 1852 y 1856, entre otros.
En 1859 fue autor de un proyecto de tratado internacional de neutralización del Uruguay, que completaría la Convención Preliminar de Paz de 1828. La Cámara de Representantes aprobó el proyecto, pero el Senado lo rechazó el 13 de abril de 1860, quedando aquel en el olvido. 
Educado en Inglaterra y Francia, su cultura lo alejaba notoriamente la media de su época y entorno, lo que se reflejó en su participación en diversas instituciones vinculadas a la cultura, como en la Comisión de Censura del Teatro en 1838, en el Instituto Histórico y Geográfico en 1843 (del que fue miembro fundador), en el Instituto de Instrucción Pública en 1847, en la Comisión Directiva del Teatro Solís en 1856 y en la Comisión de la Biblioteca y Museo Nacional en 1860.
De vasta cultura y de sensibilidad artística, era conocido como anfitrión de uno de los salones más prestigiosos de Montevideo, en su quinta de las afueras de la ciudad.
En enero de 1865 fue comisionado por el gobierno de Atanasio Cruz Aguirre para gestionar la intervención francesa en la guerra civil del Uruguay, devenida en conflicto internacional por el apoyo explícito del Imperio del Brasil a la insurrección de Venancio Flores. La misión, que debía llegar hasta el emperador Napoleón III, no pudo concretar sus objetivos por la rendición de Montevideo a fines de febrero de 1865.
Una calle de Montevideo lleva su nombre.